# 水源 (僧)
水源（すいげん、英: Bodhi Pannya Gunika Bhikkhu　1946年 - ）は、青森県出身の僧侶。カナダ在住。エカヤーナ・ビハーラ（一乗寺）住職。
水源徳性禅師（すいげんとくしょうぜんじ）、菩提般若究仁伽比丘（ぼだいはんにゃぐにかびく）ともいわれる。
「南方仏教（小乗仏教、上座仏教）も北方仏教（大乗仏教、密教）も、仏の教え一つ（一乗）である」ということを提唱し、宗派を問わずに、世界中で布教伝道・瞑想指導を行う。
瞑想法は、特に身口意の瞑想や『Satipaṭṭhāna Sutta』（『念処経』、『四念処経』）のKāyanupassanā（身随観、マハシ系）・Vedanānupassanā（受随観、ゴエンカ系）・Ciṭṭānupassanā（心随観、禅・念仏系）・Dhammānupassanā（法随観、パオ系）などを指導している。

## 略歴

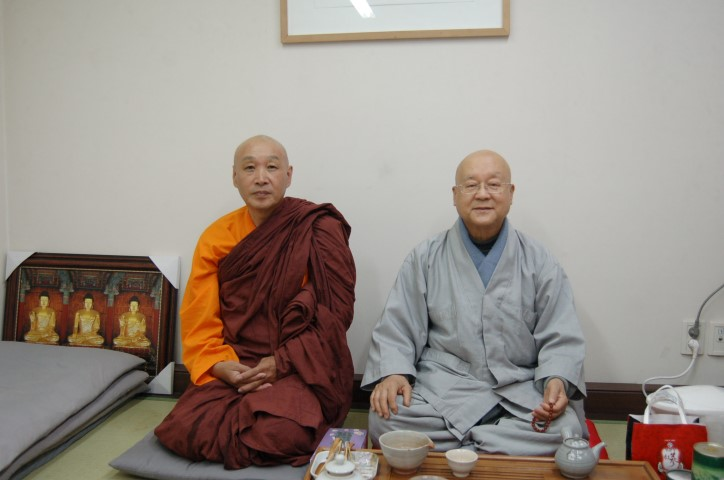
水源禅師（左） と 印幻禅師（右）
（2009年）

1946年、青森県弘前市に生まれる。弘前高校に入学した後、親の仕事の都合で大阪に移住することになり大阪の高校に編入する。その後大阪産業大学自動車工学科を経て23歳でカナダへ移住し、トロント大学自然科学科、ウォータールー大学数学科に在籍。そして、トロント・トランジット・コミッション（トロント交通公社）に入社して29年勤務し退職した。
1976年、30歳で韓国の曹渓宗の印幻（蔡 印幻、蔡 澤洙）に師事し、在家者として北方仏教の禅を修行して、7年後に空を観る。

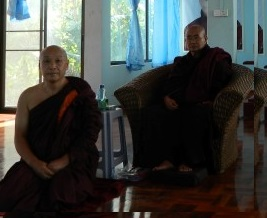
水源禅師（左） と パオ・セヤドー（右）
（2012年）

1978年、32歳頃にカナダで最初となるダライ・ラマ14世の法話会を浄土真宗トロント本願寺で開催し、ダライ・ラマ14世から四界分別観と瞑想を実践するように指南される。
2004年、57歳で退職して世界を旅した後、ミャンマーのパオ森林僧院モーラミャイン本部でも、出家者として南方仏教の瞑想を修行し空を観て、わずか11カ月で全課程を修了する。
これによって、北方禅（達磨大師の禅）と南方禅（釈尊の瞑想）の両方を極め、見事に一致させることとなった。
その後、義湘大師の「法性偈」を修め、究竟涅槃を得る。さらに39時間の三昧発得により、阿弥陀仏の浄土（真実報土と方便化土）を感見。後に『維摩経』の不可思議解脱の法門に住して、無数の大宇宙が5次元から成り立っていることを確認する。
2012年1月、スリランカの大長老・大統領に会い、仏舎利（釈尊の遺骨）9粒を譲り受ける。
2012年、66歳で真言宗智山派の不動明王護摩供を修行し、京都神護寺での弘法大師開壇1200年記念「平成高雄灌頂」に入壇して、密教も体得する。
2012年から2013年にかけては、日本、韓国、ミャンマー、インドネシア、スリランカの5カ国で、それぞれ不動護摩供を修法。インドネシアのボロブドゥールでは、第九禅定（滅尽定）で大涅槃界を発生させ、密教の究極奥義である即身成仏を体験する。
現在、カナダのトロントにあるエカヤーナ・ビハーラ（一乗寺）で瞑想を指導し、弘法のため世界中を回っている。

## 法話集
- 『水源禅師法話集』 （法話集｜エカヤーナ ビハーラ）